# Fulnek
Fulnek är en stad i Tjeckien. Den ligger i den östra delen av landet, 250 km öster om huvudstaden Prag. Antalet invånare är 5 484.

## Vänorter[2]
- Sučany, Slovakien.
- Vrútky, Slovakien.
- Téglás, Ungern.
- Ljutomer, Slovenien.
- Łaziska Górne, Polen.
- Châtel-sur-Moselle, Frankrike.

## Bilder

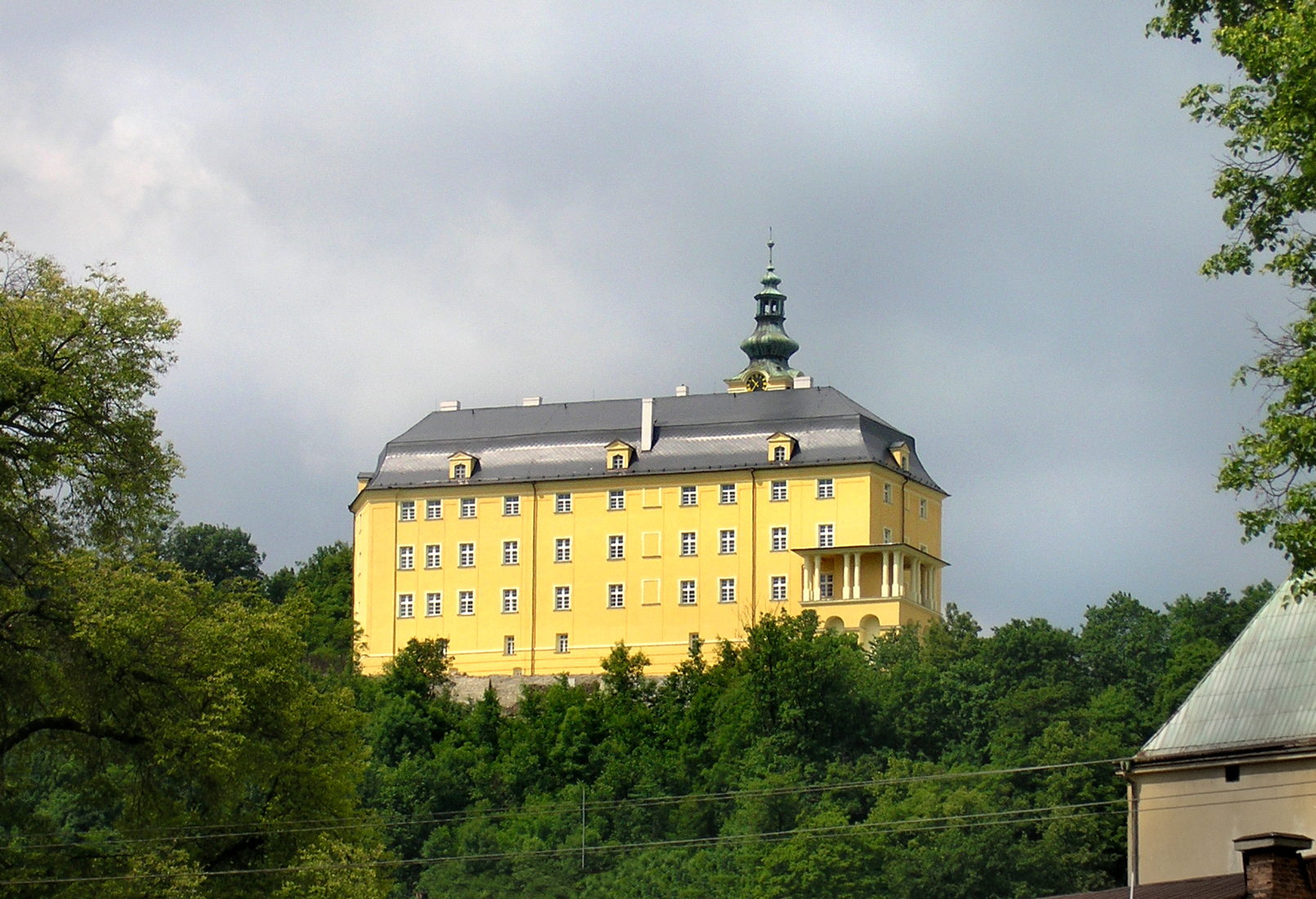
Fulneks slott.
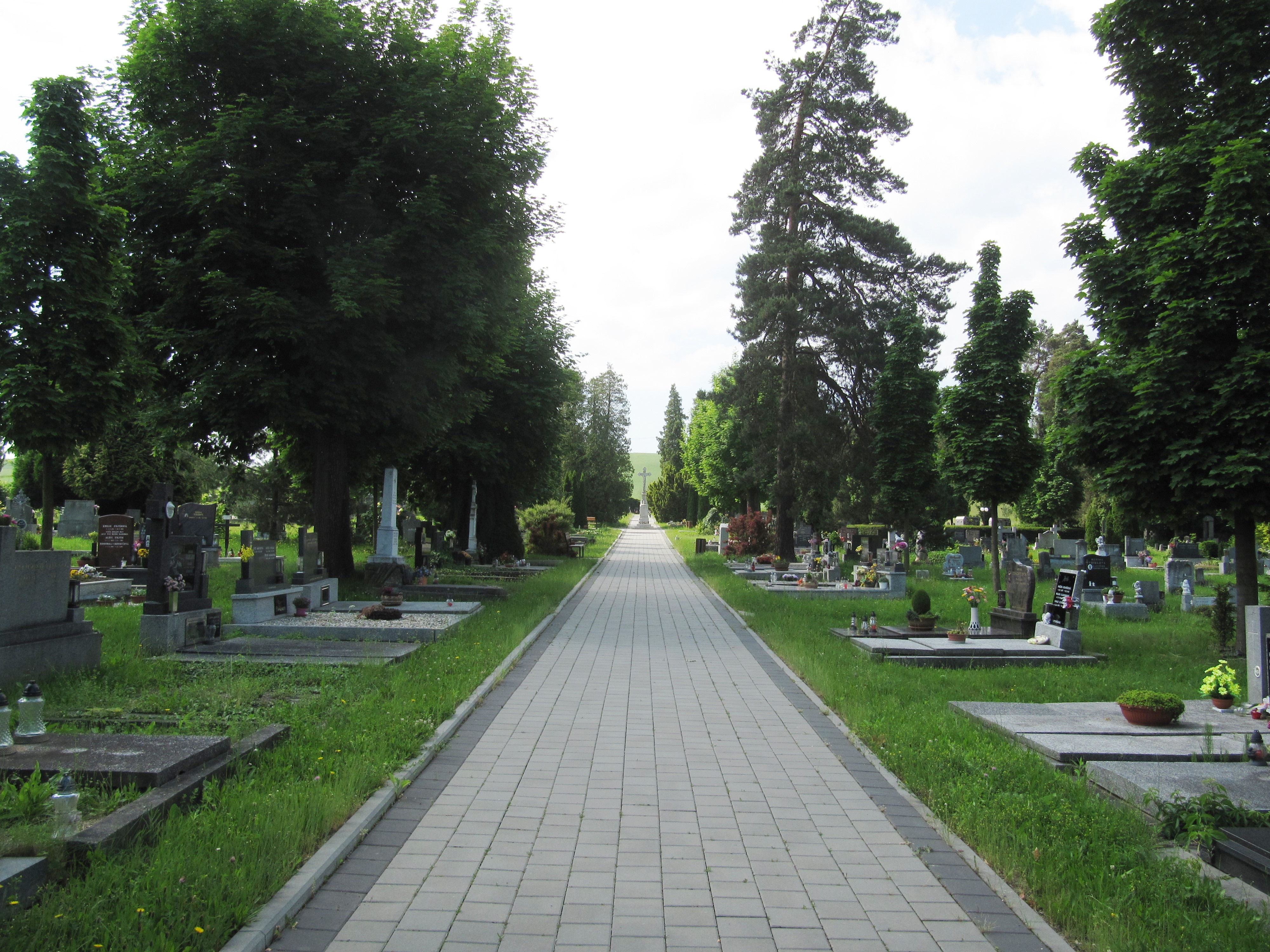
Kyrkogård i Fulnek.
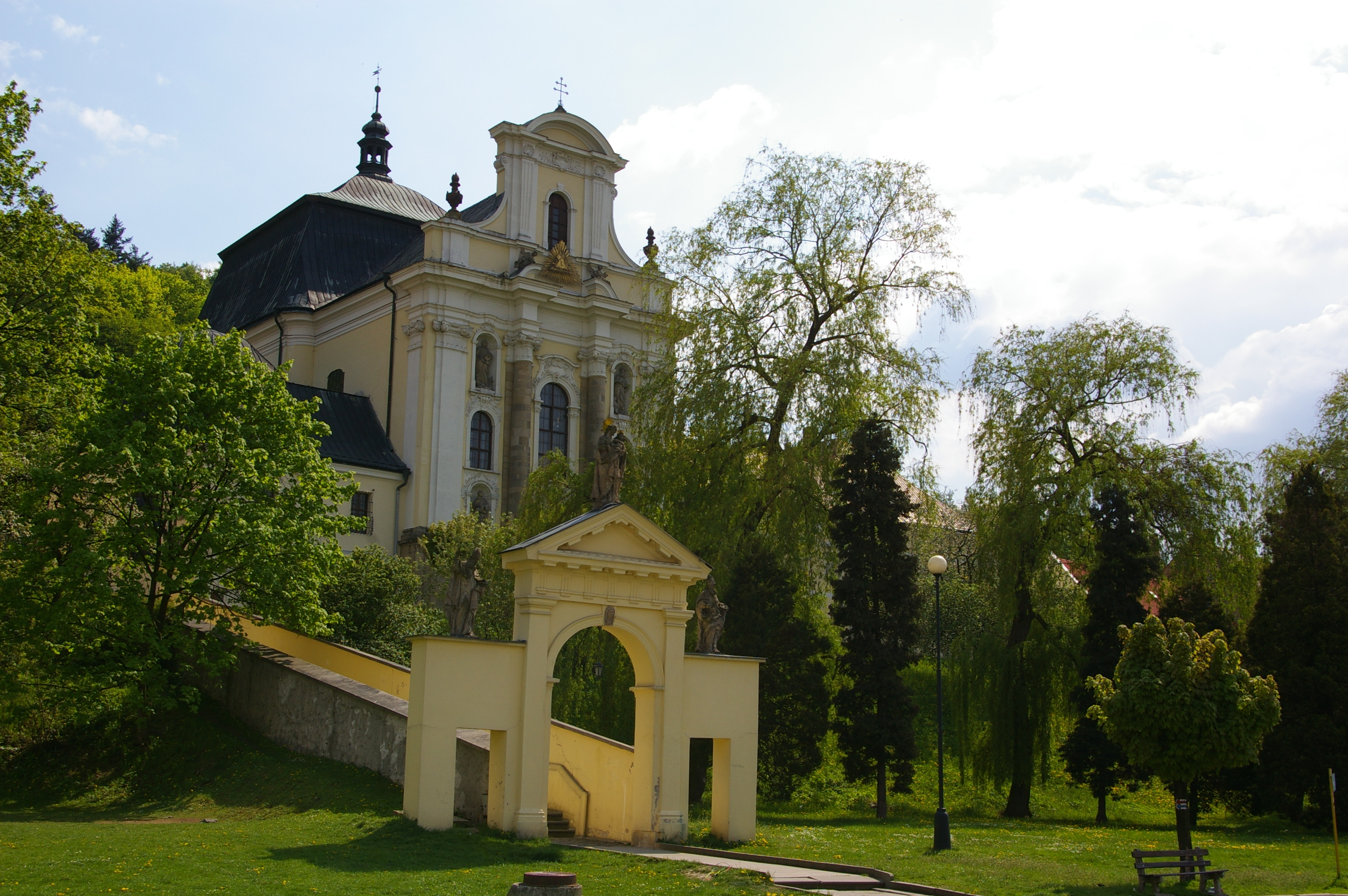
Kyrka
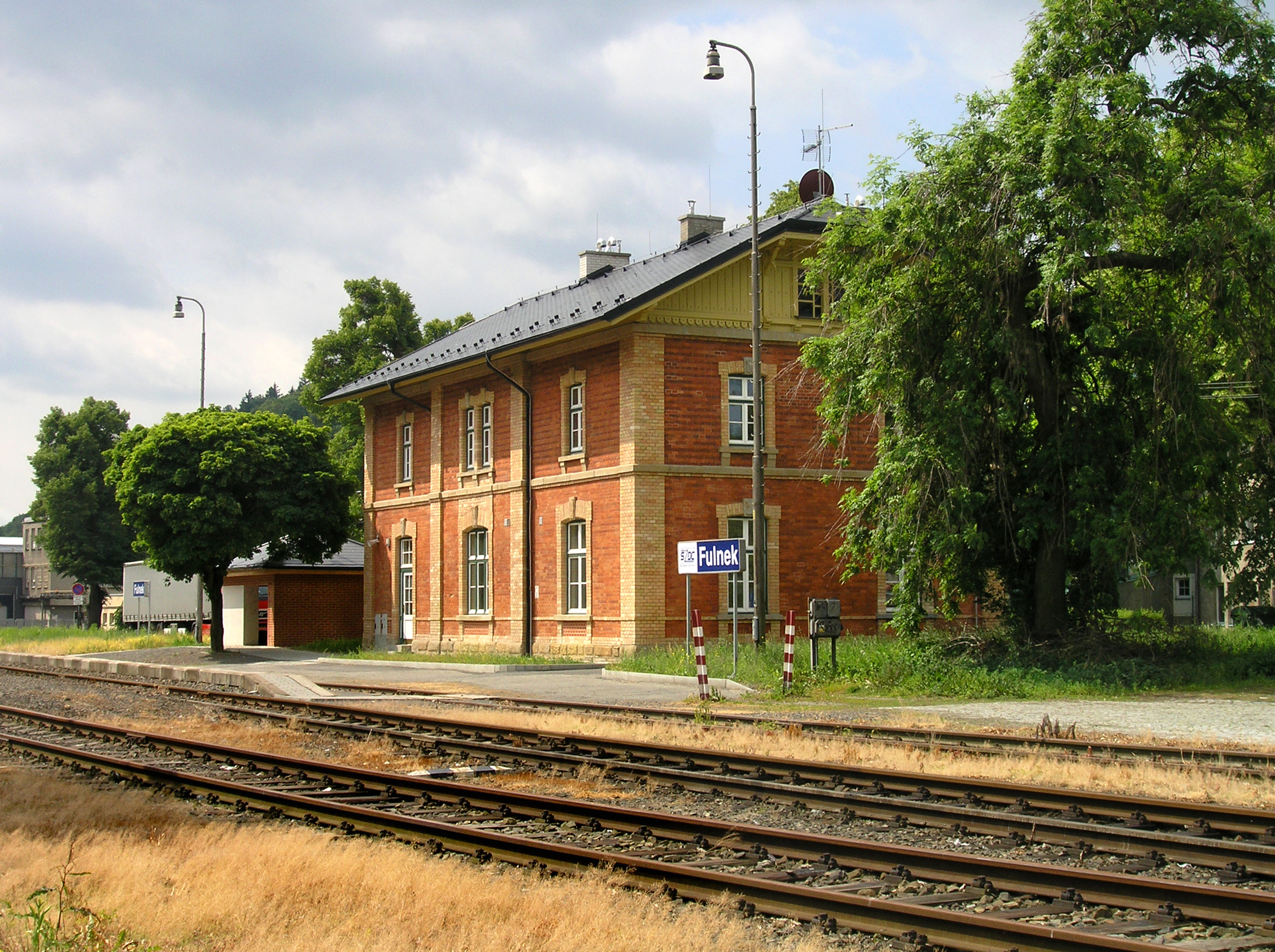
Järnvägsstationen i Fulnek.